# Nieuw-Zeelands curlingteam (gemengd)
Het Nieuw-Zeelands curlingteam vertegenwoordigt Nieuw-Zeeland in internationale curlingwedstrijden.

## Geschiedenis
Nieuw-Zeeland nam voor het eerst deel aan een internationaal curlingtoernooi voor gemengde landenteams in 2015, toen het van de partij was op het allereerste wereldkampioenschap in deze curlingdiscipline. In 2016 werden de play-offs bereikt. Het duel om een plaats in de kwartfinale verloor het team van Brett Sargon met 8 - 6 van Zweden. Een gedeeld negende plaats. In 2024 behaalde het team ook een negende plaats.

## Nieuw-Zeeland op het wereldkampioenschap
| Jaar | Plaats | Skip              | WG | W | V | PV | PT |
| ---- | ------ | ----------------- | -- | - | - | -- | -- |
| 2015 | 24     | David Watt        | 9  | 3 | 5 | 29 | 53 |
| 2016 | 9      | Brett Sargon      | 7  | 3 | 4 | 37 | 36 |
| 2017 | 28     | Thivya Jeyaranjan | 7  | 2 | 5 | 34 | 37 |
| 2018 | 30     | David Watt        | 7  | 1 | 6 | 27 | 55 |
| 2019 | 28     | Thivya Jeyaranjan | 7  | 2 | 5 | 33 | 49 |
| 2022 | 34     | Dean Fotti        | 8  | 0 | 8 | 18 | 86 |
| 2023 | 26     | Dave Watt         | 8  | 3 | 5 | 51 | 52 |
| 2024 | 9      | Brett Sargon      | 8  | 5 | 3 | 49 | 44 |